# Дом Никитина (Саратов)
Дом Петра Александровича Никитина — объект культурного наследия регионального значения города Саратова. Находится на углу проспекта Столыпина и Вольской улицы во Фрунзенском районе.

## История
Пётр Александрович Никитин (1846—1921) был самым младшим из трёх братьев Никитиных — русских цирковых предпринимателей. К концу XIX в. братья добились известности и богатства.

Мемориальная доска на стене дома Никитина

Пётр Александрович, ставший владельцем цирка на Митрофаньевской площади (ныне — площадь Кирова), заказал постройку особняка в самом центре города на быстро застраивавшейся в те годы Немецкой улице (ныне — проспект Кирова) одному из самых популярных в Саратове архитекторов Алексею Марковичу Салько.
В 1890 г. двухэтажный особняк был построен. Второй этаж особняка занял сам Пётр Никитин с семьёй, первый этаж он сдавал под магазины, рестораны и конторы (ресторан «Германия», аптека братьев Хазан, Саратовский городской ломбард и др.).

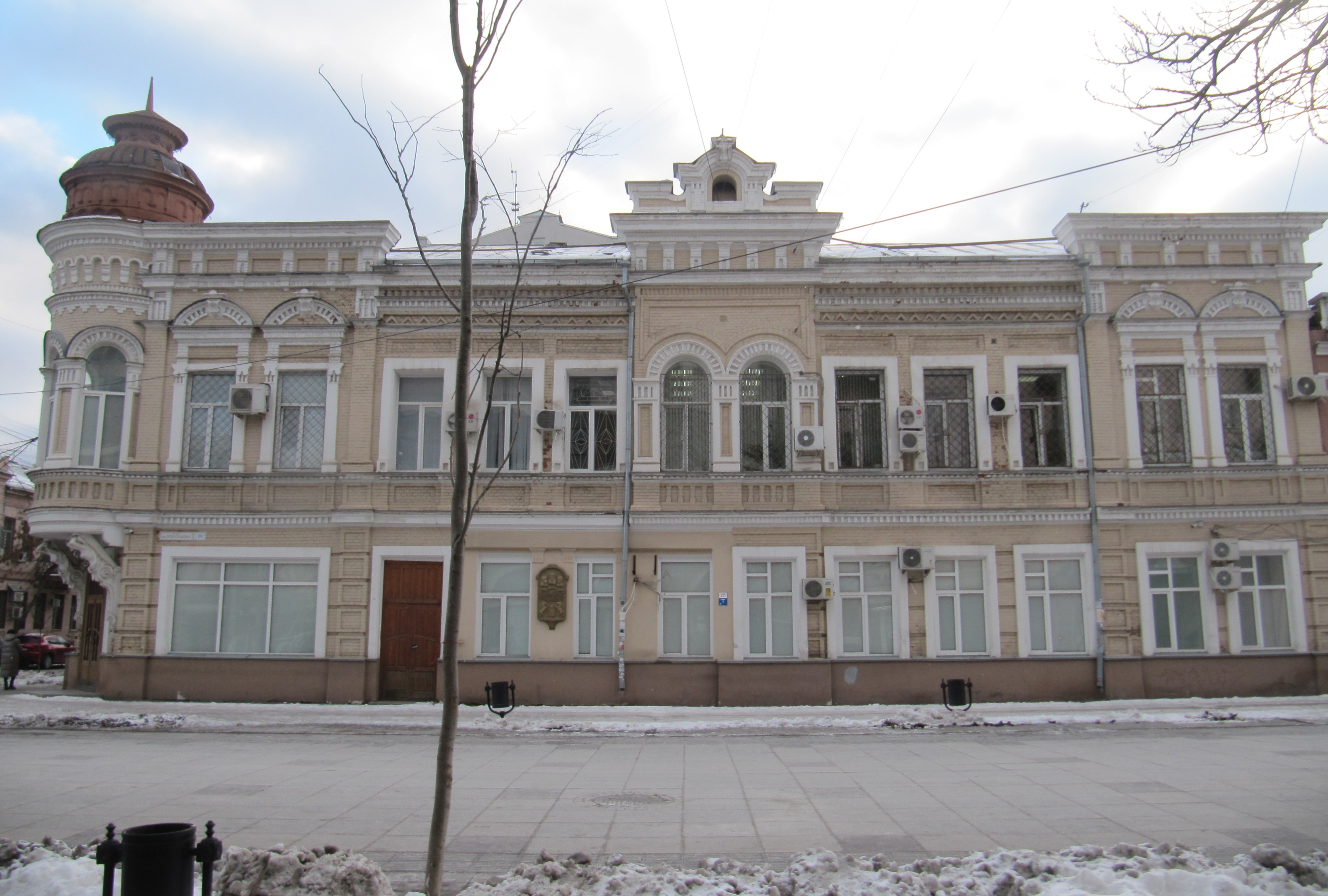
Дом Никитина вид с проспекта

Дом выделяется удобной планировкой жилых комнат и залов, отличается торжественной парадной лестницей и эркерной башенкой. Фасад здания был декорирован сложными барельефами с хорошо проработанными деталями. Вход был украшен кариатидами, сохранившимися до настоящего времени. Дом Никитина удачно вписывался в стиль всей улицы.
Дом Никитина посещали такие известны циркачи, как дрессировщики Дуровы, борцы Иван Поддубный и Иван Заикин, клоун Виталий Лазаренко и др.
После Октябрьской Революции Дом Никитина был конфискован властями в 1918 г., а Пётр Александрович был из своего особняка выселен и через 3 года умер в безвестности, неизвестно даже место его захоронения. Само здание впоследствии неоднократно меняло своих хозяев и в настоящее время оно принадлежит Саратовскому управлению МВД.